# Greppband

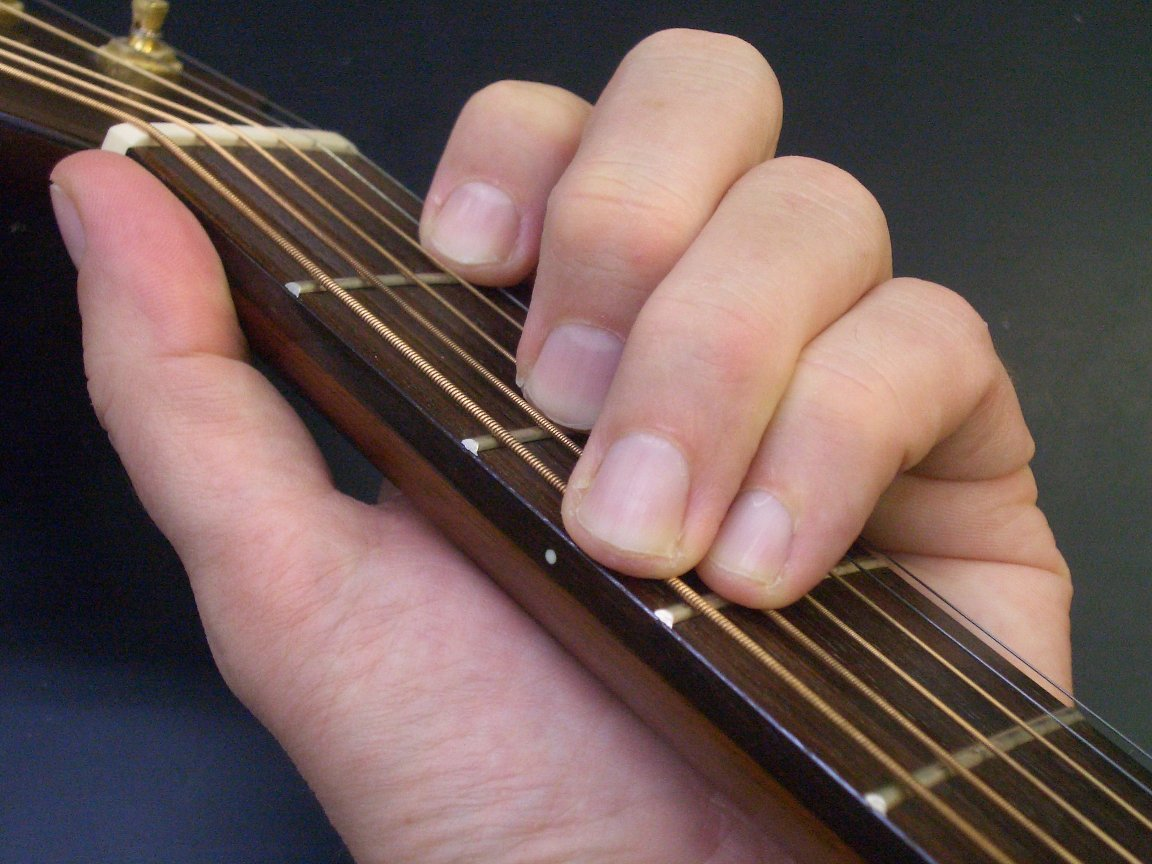
Gitarrens greppband sträcker sig vinkelrätt mot strängarna.

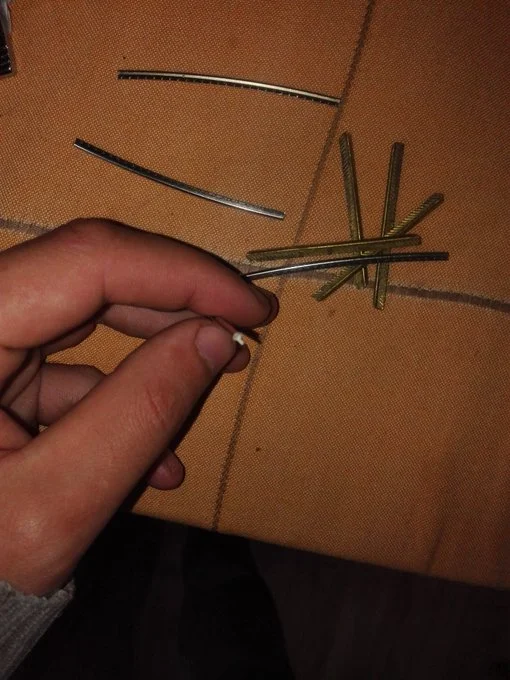
Metalliska greppband för gitarr

Greppband (ibland tvärband eller bandstavar) är metallband längs greppbrädet, halsen, på stränginstrument. Banden sitter oftast vinkelrätt mot strängarna och markerar exempelvis olika sekunder. Banden kan också vara placerade i solfjäderform för att då få en mer ergonomisk vinkel för olika lägen på halsen. En sådan placering av banden kallas ibland "fanned frets".
Metallband varierar i bredd och höjd. Ju mindre metallband, desto lättare är det att glida från ett metallband till nästa och desto lägre kan strängarna sänkas. Med ett mycket lågt metallband finns det en risk att strängen låter förbi bandet.